# David Phillips (football)
Pour les articles homonymes, voir David Phillips et Phillips.
David Phillips, né le 29 juillet 1963 à Wegberg, est un joueur de football britannique, international gallois.
Il évolue au poste de milieu de terrain.

## Biographie

### En club
David Phillips joue successivement dans les équipes suivantes : Plymouth Argyle FC, Manchester City FC, Coventry City FC, Norwich City FC, Nottingham Forest FC, Huddersfield Town Football Club, Lincoln City Football Club et Stevenage FC. Il brille notamment par sa polyvalence, aussi bien à droite qu'à gauche, défensivement et offensivement. 
Il connaît ses meilleures heures à Coventry, entre 1986 et 1989, qui entrevoit alors la meilleure période de son histoire. L'équipe remporte notamment la Coupe d'Angleterre en 1987. En 1989, il est transféré pour 550 000 livres sterling à Norwich City, un record pour le club. Il y termine à la troisième place du championnat lors de la saison inaugurale de la Premier League, en 1992-1993. 
Il dispute un total de 620 matchs dans les championnats anglais, marquant 63 buts. Il joue également 3 matchs en Coupe de l'UEFA avec le club de Nottingham Forest.

### En équipe nationale
Phillips réalise ses débuts avec l'équipe nationale du pays de Galles le 2 mai 1984, lors d'une victoire sur l'Angleterre (1-0), dans le cadre du British Home Championship. Il devient vite un habitué de la sélection. 
Il inscrit son premier but en sélection le 1er avril 1987, contre la Finlande, dans le cadre des éliminatoires de l'Euro 1988 (victoire 4-0 à Wrexham). Il marque son second but le 23 mai 1994, en amical contre l'Estonie (défaite 1-2 à Tallinn).
Il compte finalement 62 apparitions, la dernière le 24 janvier 1996 face à l'Italie.

### Famille
Son fils Aaron Phillips (en) devient à son tour footballeur professionnel.